# En glaž vina mi dej
En glaž vina mi dej je skladba Iztoka Mlakarja, izdana na albumu Štorije in baldorije. Na albumu je razvrščena kot zadnja, deveta pesem. V besedilu lirski subjekt, sedeč v gostilni, ob kozarcu vina obuja spomin na prekinjeno ljubezensko vezo. Ob tem ogovarja točajko in si govori, da zaradi konca ljubezni še ni konec sveta.  
Pesem so med drugim priredili tudi Marko Hatlak in ansambel Modrijani, obstaja tudi kot priredba za pevske zbore. 